# Klenovice (okres Tábor)
Klenovice (německy Klenowitz) jsou obec v okrese Tábor v Jihočeském kraji. Žije v ní 700 obyvatel.

## Historie
První písemná zmínka o obci pochází z roku 1398 – Jarek z Klenovic.

## Obyvatelstvo
| Rok            | 1869 | 1880 | 1890 | 1900 | 1910 | 1921 | 1930 | 1950 | 1961 | 1970 | 1980 | 1991 | 2001 | 2011 | 2021 |
| -------------- | ---- | ---- | ---- | ---- | ---- | ---- | ---- | ---- | ---- | ---- | ---- | ---- | ---- | ---- | ---- |
| Počet obyvatel | 371  | 389  | 377  | 395  | 393  | 389  | 417  | 348  | 375  | 380  | 354  | 357  | 380  | 634  | 662  |
| Počet domů     | 52   | 67   | 68   | 68   | 69   | 69   | 78   | 103  | 98   | 108  | 105  | 147  | 166  | 220  | 250  |

## Obecní správa
Mezi lety 1850–1976 byly Klenovice obcí v okrese Tábor (1869–1930), posléze v okrese Soběslav (1950) a později opět v okrese Tábor. Od 1. dubna 1976 do 23. listopadu 1990 patřily jako část města k Soběslavi a od 24. listopadu 1990 jsou opět samostatnou obcí. V letech 1850–1879 k obci patřily Sedlečko u Soběslavě a Zvěrotice.

### Obecní symboly
Znak a vlajka byly obci uděleny rozhodnutím předsedy Poslanecké sněmovny Parlamentu České republiky dne 30. listopadu 2007.

## Pamětihodnosti
- Sýpka se studnou u čp. 15

## Rodáci
- Václav Petrů (1841–1906), středoškolský pedagog, historik, spisovatel, publicista a překladatel
- Jan Cílek (1910–1942), odborný učitel popravený nacisty v Žižkových kasárnách v Táboře
- Jaroslav Hojdar (* 1933), pedagog, historik a spisovatel
- Vojtěch Trubač (1943–2022), český dudák, muzikant a zemědělský inženýr

## Další fotografie

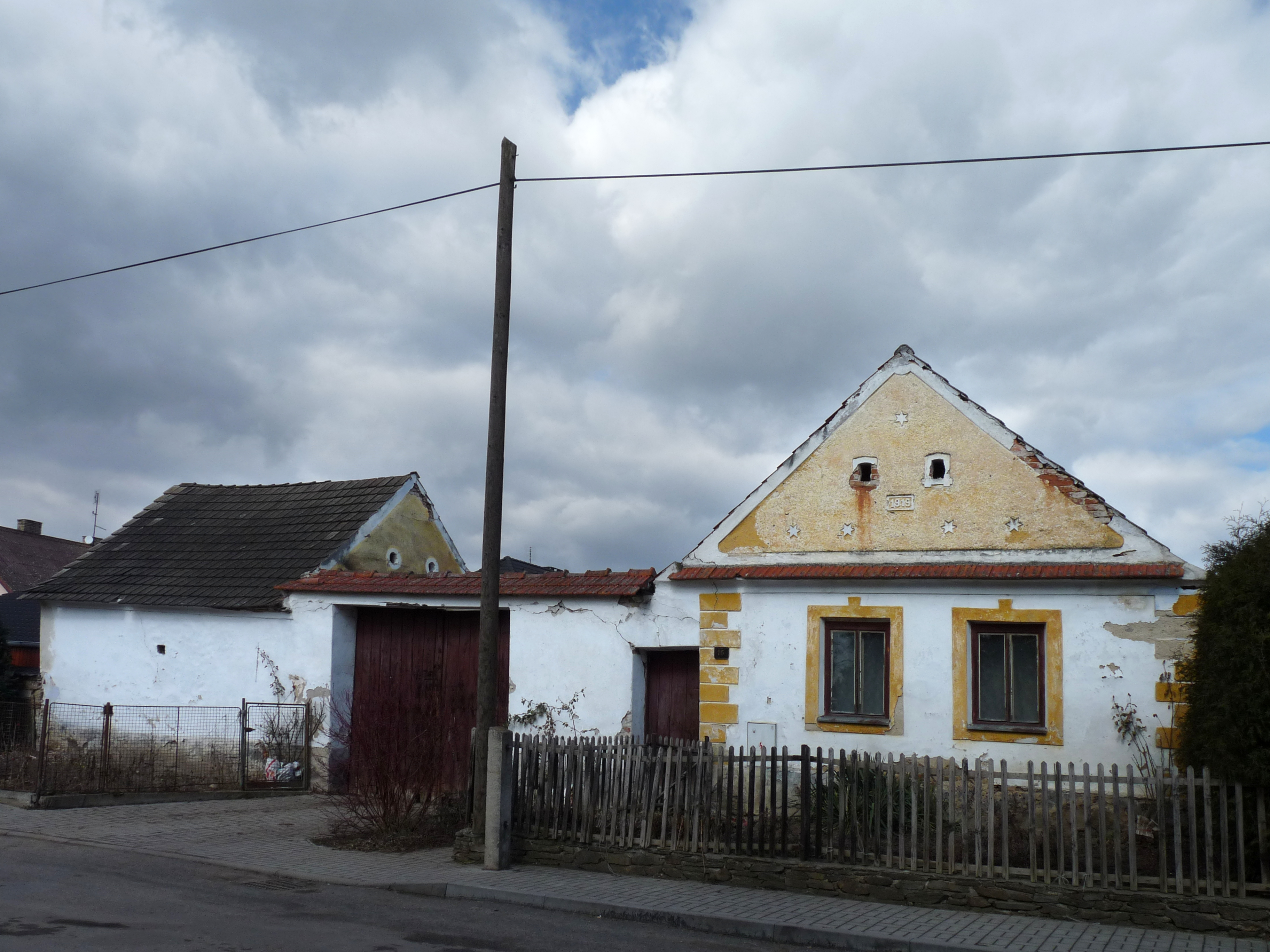
Dům čp. 15
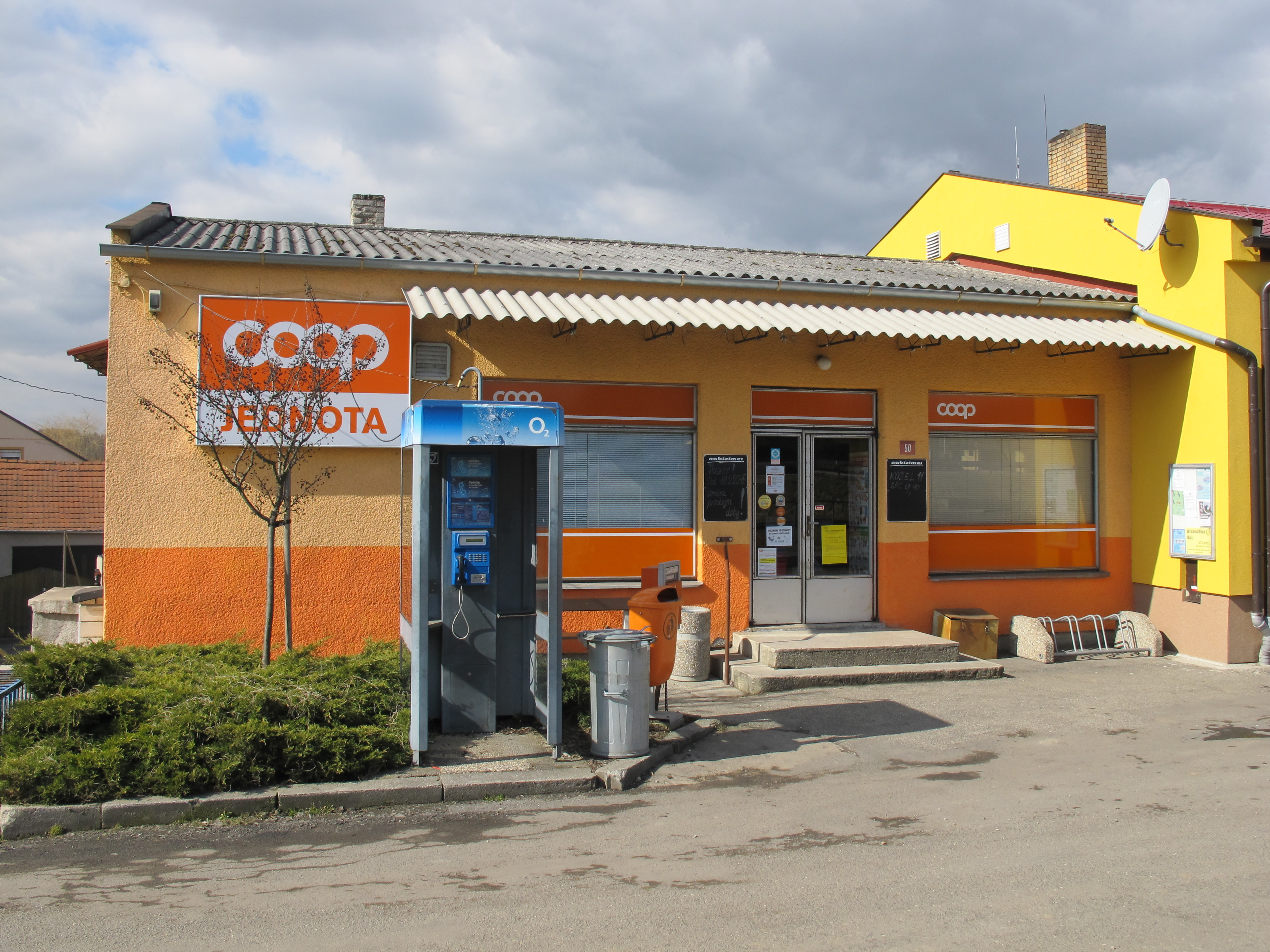
Obchod
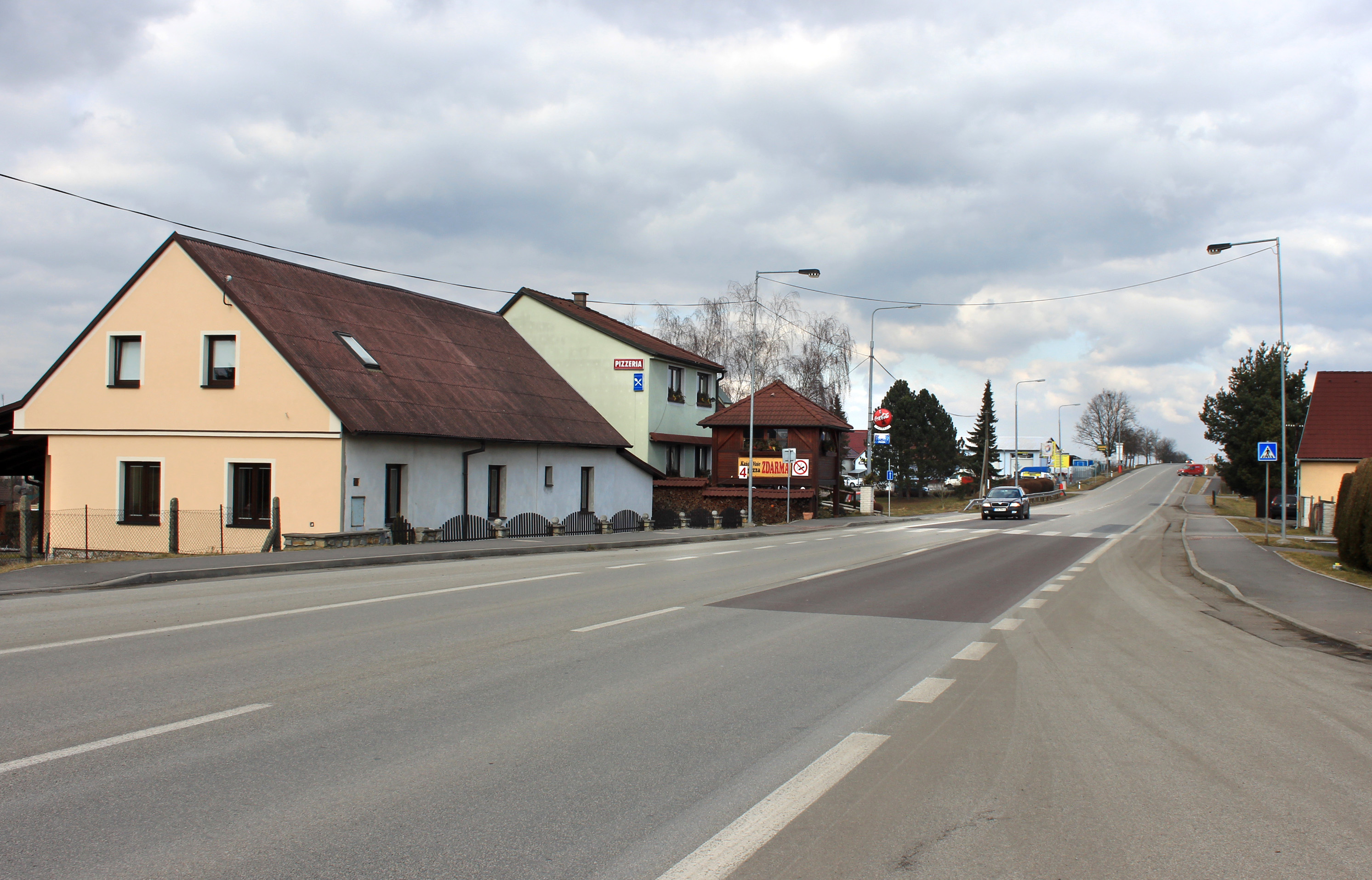
Silnice k Táboru